# Ruine Frohburg

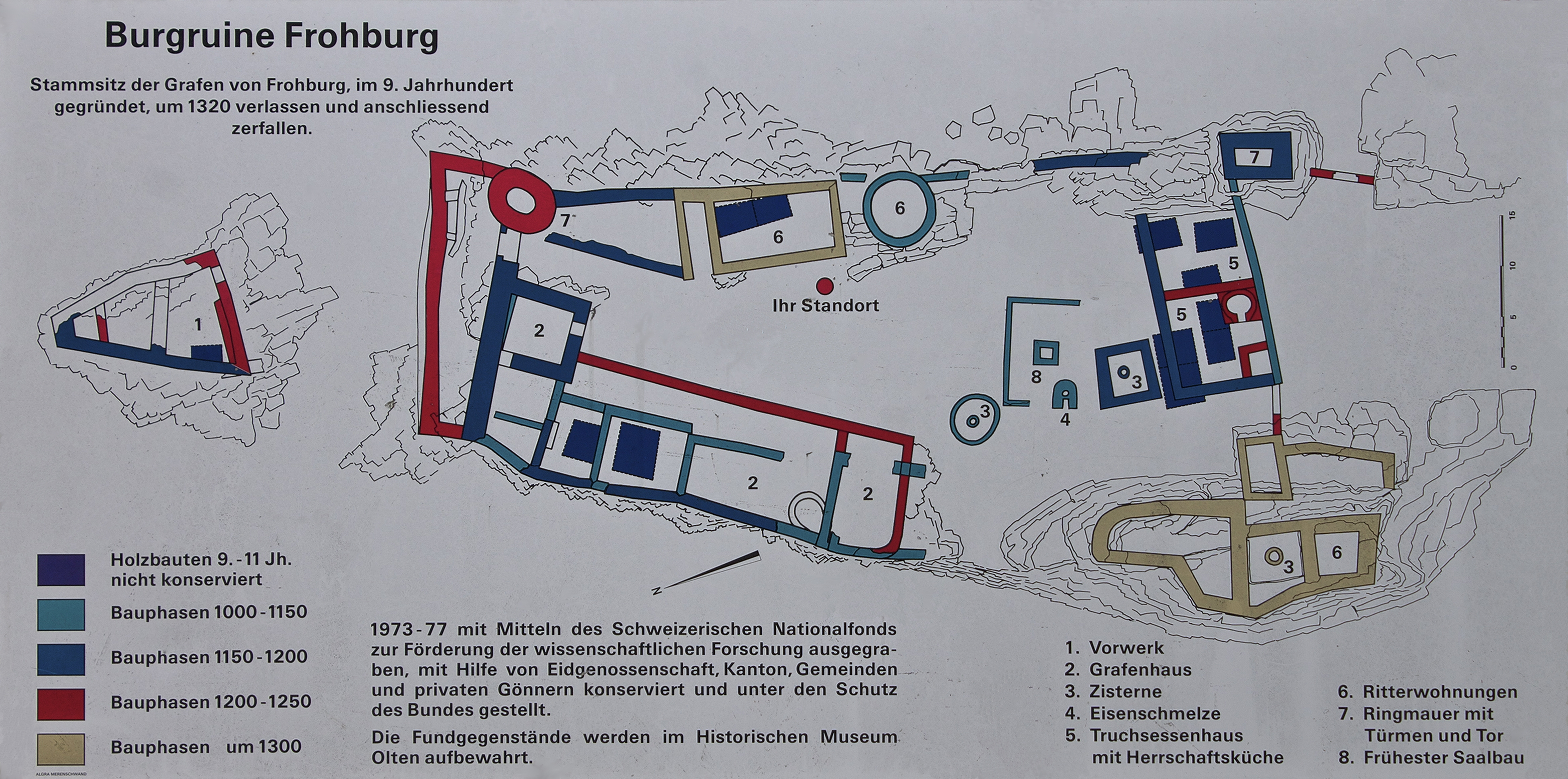
Übersichtsplan vor Ort

Die Frohburg (auch Froburg) ist die Ruine einer Felsenburg auf dem Gebiet der Gemeinde Trimbach im schweizerischen Kanton Solothurn und zählt zu den grössten mittelalterlichen Burgruinen im Juragebirge.
Die Burgruine ist als national schutzwürdig eingestuft und steht somit auf der höchsten in der Schweiz vergebenen Stufe des Denkmalschutzes.

## Lage
Von der langgestreckten Burganlage auf einem hohen Felsrücken über dem Erlimoospass und dem Unteren Hauenstein bei Olten sind gut restaurierte Mauerreste erhalten.

## Geschichte
Der Ort war schon in der Bronzezeit und dann auch wieder während der römischen Zeit besiedelt. Im 10. Jahrhundert liess sich ein in der Region von Olten und Zofingen bedeutendes Adelsgeschlecht auf dem Jura-Höhenzug nieder. Im näheren Umkreis der Burg erschlossen die Burg- und Gefolgsleute der Burgherren durch Rodung neues Siedlungsland. Seit dem späten 11. Jahrhundert erscheint die Familie als die Grafen von Frohburg in den Urkunden. Vom Burgnamen leitete das Geschlecht seine Bezeichnung ab. Es beherrschte bis ins 14. Jahrhundert einen grossen Einflussbereich zwischen der Aare und dem Rhein in den alten Regionen Aargau, Buchsgau und Sisgau.
Nach einer ersten bescheidenen Siedlung mit Holzhäusern errichteten die Grafen im Verlauf der Jahrhunderte eine Vielzahl von grösseren Bauwerken innerhalb der Umfassungsmauer der Burg. Neben einem Grafenhaus gehörten auch Dienstgebäude und Werkstätten zur Baugruppe. Von besonderem Interesse ist eine kleine Verhüttungsanlage für Eisen, das als ein wichtiger natürlicher Rohstoff im Jura ausgebeutet wurde. Ausserdem ist als weiteres Spezialgewerbe die Verarbeitung von Bein nachgewiesen worden. Die Burg besass mindestens drei Wasser-Zisternen.
Im Verlauf des 14. Jahrhunderts büssten die Grafen von Frohburg ihre Vorzugsstellung ein, und die einzelnen Gebäude in der Stammburg des Geschlechts wurden mit der Zeit aufgelassen. Als die Grafen um 1367 ausstarben, gab es wohl schon keine ständigen Bewohner mehr in der Anlage, die seither zur Ruine zerfiel und von Anwohnern der landwirtschaftlichen Siedlungen in der Umgebung als Steinvorrat verwertet wurde.
Erste Untersuchungen der Fundstelle vor der Mitte des 20. Jahrhunderts und wissenschaftliche Ausgrabungen nach 1970 ergaben reiche Aufschlüsse über die Siedlungsgeschichte der Burg.
Eine mit den archäologischen Studien durchgeführte eingehende germanistische Untersuchung hat aufgezeigt, dass der Burgname richtig «Frohburg» heisst. So hatte man in der Umgebung den Ort auch bis ins frühe 20. Jahrhundert bezeichnet, und erst in späteren Jahrzehnten hatte sich da und dort wegen einer unzutreffenden Annäherung des Namens an die althochdeutsche Wortgruppe von fro (= Herr) die unzutreffende Schreibweise Froburg breit gemacht.
Heute zählt die Anlage zu den beliebten touristischen Zielen in der Region Olten.